# Carlo Tagnin
Carlo Tagnin (Alessandria, 18 novembre 1932 – Alessandria, 13 marzo 2000) è stato un calciatore e allenatore di calcio italiano.

## Carriera
Mezzala, in seguito mediano di spinta, cominciò a giocare con il Torino, squadra con la quale esordì in Serie A nel corso della stagione 1953-1954. Nel corso degli anni 1950 vestì le maglie di Monza, Lazio e Alessandria (in prestito dai granata).
Nella stagione 1959-60 approdò al Bari, dove rimase coinvolto in un tentativo di combine e fu squalificato per due anni e mezzo, poi ridotti a un anno.
Nel 1963 Tagnin, ormai trentenne, fu ingaggiato dall'Inter di Helenio Herrera, squadra con la quale raggiunse l'apice della propria carriera. Faticatore di centrocampo disposto a coprire le spalle a Luis Suárez e Mario Corso, lasciò il segno per la memorabile prestazione al Prater di Vienna nella finale di Coppa dei Campioni del 27 maggio 1964: nell'occasione marcò Alfredo Di Stéfano con tale tenacia che quest'ultimo finì per lamentarsi con Suárez, in quanto Tagnin lo seguiva anche quando doveva battere una rimessa laterale.
Concluse la sua carriera in Serie B, nell'Alessandria, squadra che allenò vent'anni dopo in Serie C2.

## Palmarès

### Giocatore

#### Competizioni nazionali
- Coppa Italia: 1

Lazio: 1958
- Campionato italiano: 2

Inter: 1962-1963, 1964-1965

#### Competizioni internazionali
- Coppa dei Campioni: 2

Inter: 1963-1964, 1964-1965
- Coppa Intercontinentale: 1

Inter: 1964